# Шато Анжелюс

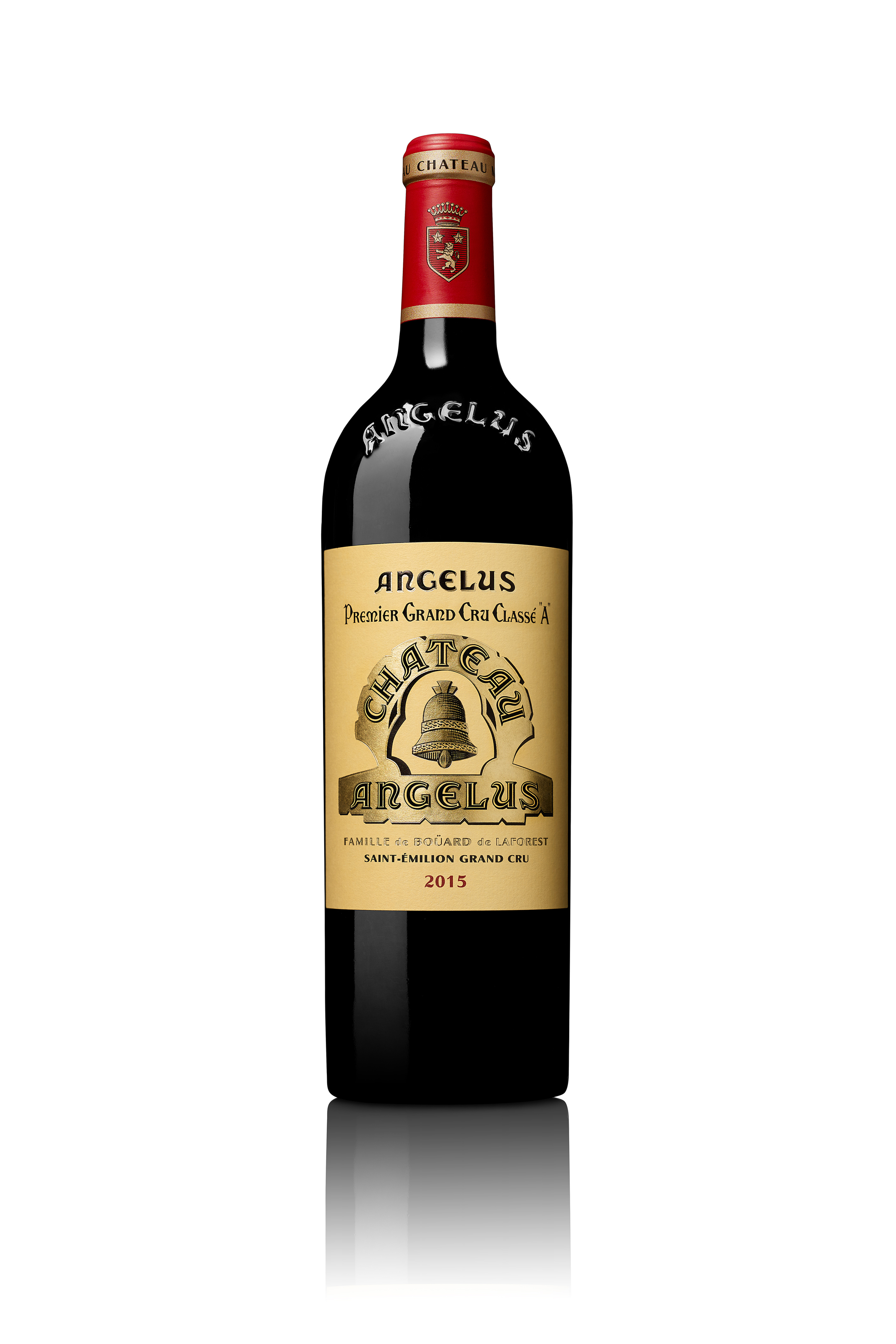
Château Angélus 2015

Шато Анжелюс (Château Angélus), семейное винодельческое хозяйство площадью 42  гектара в Сент-Эмильоне в Жиронде. Являясь частью AOC Сент-Эмильон Гран Крю, поместье занимает первое место по рейтингу в классификации вин Сент-Эмильона 2012 (Рremier Grand Cru Classé A).

## История названия
Angélus (или «благовест») берёт свое начало от небольшого участка со старыми виноградными лозами, издревле располагающегося в самом сердце естественного амфитеатра, где звуки натуральным образом усиливаются. Именно поэтому крестьяне, работавшие на здешних виноградниках и слышавшие одновременный благовест сразу из трёх местных церквей — часовни Мазера (Mazerat), церкви Сен-Мартен-де-Мазера (Saint-Martin-de-Mazerat) и коллегиальной церкви Сент-Эмильона (Saint-Émilion), прозвали это место «анжелюс», по имени одноимённой молитвы. На протяжении веков, в семь часов утра, в полдень и в семь часов вечера раздавался колокольный звон, задавая ритм каждому дню. Едва услышав звон колоколов, женщины и мужчины, работавшие в полях и в деревнях, прерывали свою работу и склонялись в молитве.
Колокол на этикетке Château Angélus символизирует колокольный звон и момент этого таинства.

## История поместья
Шато Анжелюс принадлежит семье de Boüard de Laforest с конца восемнадцатого века, имение постепенно расширялось и достигло большой славы.
В конце XVIII века, а именно в 1782 году, Жан де Буар де Лафоре, личный страж короля, обосновался в Сент-Эмильоне. Его дочь Катрин-Софи, более известная как Софи де Буар де Лафоре, вступила в брак с господином Суффрен де Лавернь в 1795 году и поселилась на супружеских виноградниках Мазера.
В начале XX века Морис де Буар де Лафоре унаследовал поместье, которое он увеличил путём покупки, в частности, в 1920 году участка из трёх гектаров, именуемого «Angélus». В 1945 году он завещал поместье своим сыновьям. Жак и Кристиан де Буар де Лафоре продолжили дело своего отца и предыдущих поколений.
В 1954 году Château Angélus входит в первую классификацию Сент-Эмильона как Гран Крю Классе. Уже в то время вина Château Angélus имели солидную репутацию, что впоследствии помогло поместью пережить винный кризис Бордо 1973 года, а в начале 1980-х годов начать применять новые технологии на производстве. Именно в это время, вдохновлённый историей великого вина, но с решительным взглядом в будущее, Юбер де Буар де Лафоре, энолог по образованию, выпускник Университета Бордо, совмещает старинные традиции виноделия с амбициозной новаторской политикой для производства исключительных вин. С тех пор постоянные поиски совершенства, применение новых методов и технологий, глубинное понимание особенностей терруара позволили Château Angélus войти в число легендарных вин своего региона.

## Шато Анжелюс в кино
Château Angélus регулярно появляется в кино, в частности, в:
- Казино «Рояль» (2006) Мартина Кэмпбелла с Дэниелом Крейгом и Евой Грин;
- Жизнь в розовом цвете (2007) Оливье Даана с Марион Котийяр и Жан-Пьером Мартанс;
- Диалог с моим садовником (2007) Жана Беккера с Даниэлем Отёй и Жан-Пьером Даррусен;
- Реквием по убийце (2011) Жерома Ле Гри с Кловис Корнильяк, Мелани Лоран и Чеки Карио;
- Мой самый страшный кошмар (2011). Анн Фонтен;
- 007: Спектр (2015) Сэма Мендеса с Дэниелом Крейгом и Кристофом Вальцем;
- Шеф Адам Джонс (2015) Джона Уэллса с Брэдли Купером;
- Один плюс одна (2015) Клода Лелуша с Жаном Дюжарден, Эльзой Зильберштейн и Кристофером Ламберт;
- 8 подруг Оушена (2018) Гэри Росс c Сандра Буллок, Кейт Бланшетт, Энн Хэтэуэй, Хеленой Бонем Картер, Рианной и Сарой Полсон.

## Шато Анжелюс и искусство
Château Angélus сотрудничает с такими артистами, как:
- Иллюстратор Floc’h в проекте «Angélus by Floc’h».
- Пианист Ярон Герман[вд], композитор звуковой идентичности Шато Анжелюс.